# Thyroscyphus sibogae
Thyroscyphus sibogae is een hydroïdpoliep uit de familie Sertulariidae. De poliep komt uit het geslacht Thyroscyphus. Thyroscyphus sibogae werd in 1930 voor het eerst wetenschappelijk beschreven door Billard. 